# Vuissens
Vuissens là một đô thị thuộc huyện Broye, trong bang Fribourg, Thụy Sĩ.